# Photographie événementielle
 (signalé en juillet 2025).
Si vous disposez d'ouvrages ou d'articles de référence ou si vous connaissez des sites web de qualité traitant du thème abordé ici, merci de compléter l'article en donnant les références utiles à sa vérifiabilité et en les liant à la section « Notes et références ».
- Archive Wikiwix
- Bing
- Cairn
- DuckDuckGo
- E. Universalis
- Gallica
- Google
- G. Books
- G. News
- G. Scholar
- Persée
- Qwant
- (zh) Baidu
- (ru) Yandex
- (wd) trouver des œuvres sur Wikidata

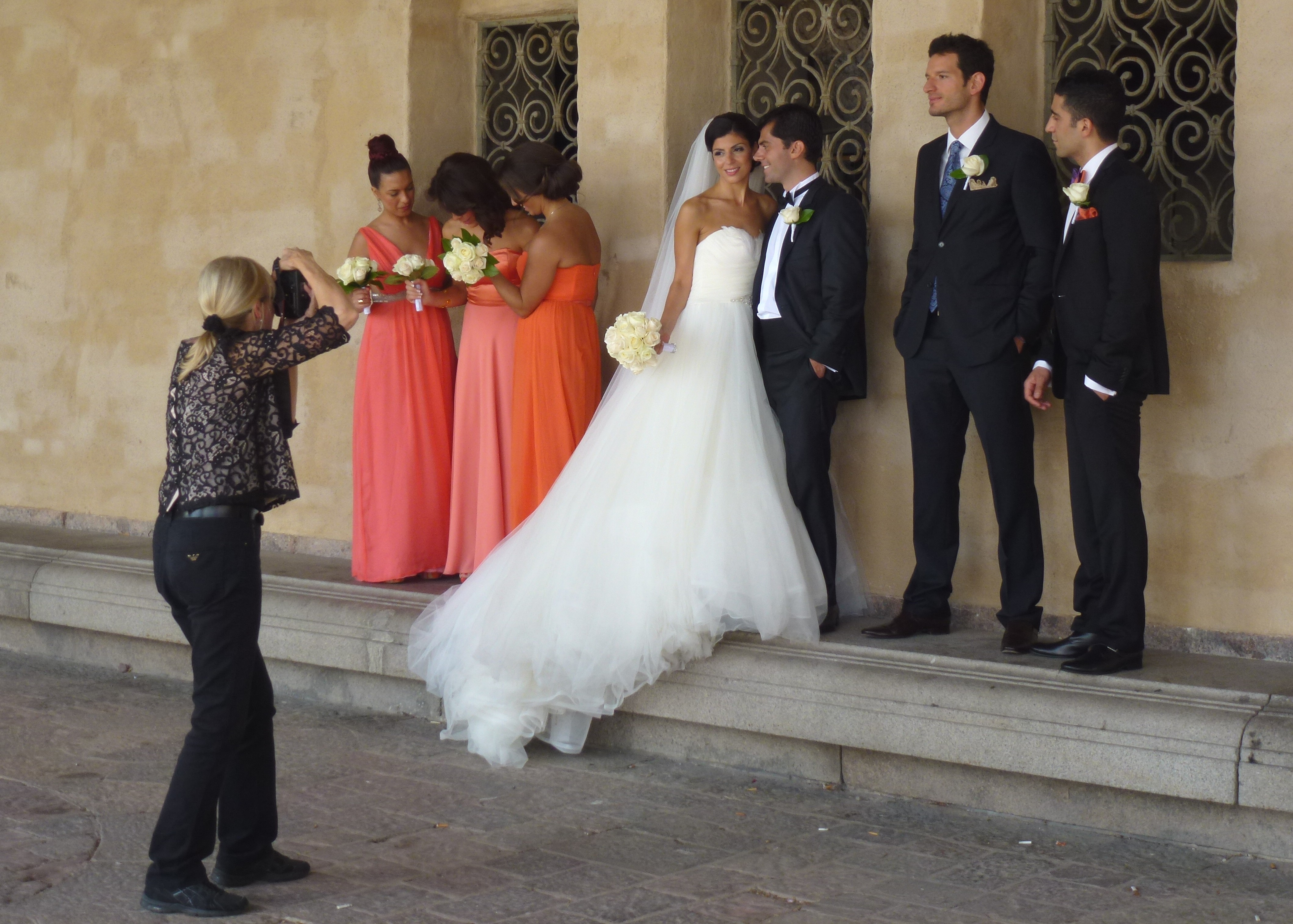
Une photographe de mariage au travail à l'hôtel de ville de Stockholm (2012).

La photographie d'événement est la pratique consistant à photographier les invités et les événements lors de tout événement ou occasion pour lesquels on peut engager un photographe. 
Il s'agit d'une couverture[Quoi ?] utilisée dans le monde entier lors d'occasions telles que mariages, baptêmes, fêtes, anniversaires, danses, cérémonies, cérémonies de remise de prix, funérailles, repas et fiançailles.

## Histoire
L'histoire de la photographie événementielle remonte aux débuts de la photographie au XIXe siècle. À cette époque, la photographie était encore une technologie nouvelle et coûteuse, et l'utilisation principale de la photographie était le portrait. Au fur et à mesure que la technologie photographique s'améliorait et devenait plus abordable, les photographes ont commencé à s'aventurer dans d'autres domaines, dont la photographie événementielle. La photographie d'événements précoces[Quoi ?] s'est concentrée sur la capture d'événements formels tels que les bals de société et les fêtes de débutantes. Les photographies ont été utilisées pour documenter les événements et offrir des souvenirs durables aux participants.
Au début du XXe siècle, la photographie événementielle a commencé à évoluer, les photographes capturant des moments plus francs et utilisant de nouvelles technologies telles que la photographie au flash pour améliorer leur capacité à capter des actions rapides. L'essor du photojournalisme dans les années 1920 et 1930 a également eu un impact significatif sur la photographie événementielle, les photographes capturant des moments plus francs et spontanés lors d'événements.
Après la Seconde Guerre mondiale, la photographie événementielle a continué d'évoluer, les photographes utilisant de nouvelles technologies telles que le film couleur et le flash électronique pour capter des images encore plus dynamiques et éclatantes. L'avènement de l'ère numérique à la fin du XXe siècle a également eu un impact significatif sur la photographie d'événements, les appareils photo numériques et les logiciels d'édition révolutionnant la façon dont les photographes capturent et éditent les photographies d'événements.
Dans l'ensemble, l'histoire de la photographie événementielle a été marquée par une évolution constante de la technologie, des techniques et du style, les photographes repoussant continuellement les limites de ce qui est possible et capturant des images plus dynamiques et spontanées lors d'événements.